# فرنسيسكو فيسنتي أسيس
فرنسيسكو فيسنتي أسيس هو لاعب كرة قدم أنغولي في مركز الوسط، ولد في 5 أبريل 1965 في أنغولا. شارك مع منتخب أنغولا لكرة القدم. أما مع النوادي، فقد لعب مع نادي بريميرو دي أغوستو.

## وصلات خارجية
- فرنسيسكو فيسنتي أسيس على موقع الاتحاد الدولي (مؤرشف)  (الإنجليزية)
- فرنسيسكو فيسنتي أسيس على موقع قاعدة بيانات كرة القدم.إي يو (الإنجليزية)
- فرنسيسكو فيسنتي أسيس على موقع ناشيونال فوتبول تيمز (الإنجليزية)